# Учетверение терминов
Учетвере́ние те́рминов (лат. quaternio terminorum) — логическая ошибка в простом категорическом силлогизме, обусловленная нарушением правила, гласящего, что в силлогизме должно быть только три термина. Ошибка состоит в том, что в силлогизм включают четыре термина. Обычно это происходит благодаря тому, что слово, играющее роль среднего термина, в одной посылке выражает одно понятие, а в другой посылке — иное понятие.
Например: Все вулканы — горы. Все гейзеры — вулканы. Следовательно, все гейзеры — горы. В первой посылке слово «вулканы» обозначает горы, из которых изливается огнедышащая магма; во второй посылке это же слово обозначает всякое извержение из недр Земли. Поэтому в приведенном силлогизме оказывается четыре разных термина, чем и обусловлено ложное заключение.
Ошибка учетверения терминов по сути дела разрушает силлогизм. Посылки силлогизма устанавливают отношение крайних терминов к среднему, и это позволяет нам сделать вывод об отношении самих крайних терминов. Но чтобы вывод оказался возможен, средний термин должен быть одним и тем же в обеих посылках. При учетверении терминов в силлогизме не оказывается среднего термина и мы ничего не можем сказать об отношении крайних терминов.